# گلمانخانه
گُلمانخانه، روستایی است از توابع بخش مرکزی شهرستان ارومیه و در شهرستان ارومیه استان آذربایجان غربی ایران.

## جمعیت
این روستا در دهستان بکشلوچای قرار داشته و بر اساس سرشماری سال ۱۳۹۲ جمعیت آن ۱۰۰۰ نفر (۲۲۰ خانوار)
بوده‌است.